# Miñiques
Miñiques je velik vulkanski kompleks z velikim številom kraterjev, lavnih kupol in tokov, ki leži v regiji Antofagasta v Čilu. Je 21 km južno od vulkana Chiliques in 26 km zahodno od vulkanske verige Cordón Puntas Negras in je del pogostih obiskov zaradi privlačnosti bližnjih lagun Miscanti, Miñiques in vulkana Cerro Miscanti.

## Gora
Miñiques ima dva vrha, nižji severni vrh z višino 5790 metrov in višji južni, visok 5910 metrov. Na gori sta dve kraterski jezeri, eno na 5450 metrih in drugo na višini 5500 metrov, na jugovzhodni in zahodni strani severnega vrha. Na južnem boku obstaja vrsta dobro razvitih moren, ki kažejo na ledenike, ki so segali bodisi iz območja vrha ali platoja na višini 4900 metrov, na splošno pa je bila poledenitev na Miñiques omejena in danes  prevladujejo poledeniški procesi. Laguna Miñiques leži na severozahodnem podnožju in je bila ločena od lagune Miscanti z lavinim tokom iz Miñiquesa.
Gora se dviga iz 4100 m visokega ignimbritskega platoja. Ta je bil oblikovan v pleistocenskem obdobju z andezitnimi in dacitnimi kamninami; vulkan je razvrščen kot ugasel, vendar se je morda dejavnost vulkana iz pliocena-pleistocena nadaljevala v holocenu. Obstajajo številni kraterji, od katerih so nekateri lavne kupole in lavni tokovi. Kamnite strukture in arheološka najdišča so na vrhu in obrobju gore, cerkev v Socairi pa je usmerjena proti gori.